# Скуиня, Аустра
Аустра Скуиня (латыш. Austra Skujiņa; 10 февраля 1909, местечко Видрижи, Лимбажский район — 5 сентября 1932, Рига) — латышская поэтесса.

## Биография
Родилась в семье лесника Густава Скуиньша и его жены Эммы. Всего в семье было семь детей.
Окончила Пабажскую основную школу. Затем, вслед за старшими сёстрами, отправилась в Ригу, чтобы продолжить учёбу.
Училась в Рижских средних школах № 2 и № 4. Получение среднего образования оказалось очень тяжёлым для юной Аустры. Спустя год после её поступления в гимназию, где обучение было платным и все расходы на образование младшей дочери оплачивал отец Аустры, тот неожиданно скончался. Первые месяцы финансово помогали старшие сёстры, однако их заработок был слишком мал, чтобы содержать себя, мать и младшую сестру-школьницу Аустру. Чтобы погасить долги по оплате обучения в гимназии, шестнадцатилетняя Аустра устроилась на работу в рекламную контору. Из-за невозможности совмещать работу и учёбу, Аустре пришлось поменять учебное заведение и поступить в вечернюю школу Общества покровительства культуры. За учёбу в вечерней школе тоже надо было платить, вскоре перед Аустрой встал вопрос об её исключении из-за финансовой задолженности. Принимая во внимание успехи в учёбе администрация школы приняла решение о продолжении обучения Аустры, в виде исключения ей разрешили окончить учёбу бесплатно.
Аустра окончила среднюю школу и в 1929 году поступила в Латвийский университет на факультет природоведения. Учёбу в университете пришлось оставить из-за тяжёлого финансового положения.
Во время учёбы в университете и после (вплоть до своей смерти в 1932 году) Аустра подрабатывала машинисткой в Министерстве земледелия Латвийской Республики. Вдобавок ко всему, Аустра подрабатывала моделью, при этом к наготе относилась довольно спокойно, поясняя, что "никто не бросает укоризненные взгляды на дерево, по осени оголившееся, «бесстыдно» сбросившее свою листву".
Однако окружающий девушку мир оказался довольно жесток, Аустра чувствовала себя отвергнутой.
Активно участвовала в студенческом марксистском кружке. Известна своими левыми взглядами и склонностью к коммунистической идеологии.
Примечательно, что родная сестра Аустры — Рута Скуиня также была поэтессой.
В 21 год Аустра познакомилась с Валдисом Гревиньшем. Валдис был намного старше её, опытней, он был женат.
Жизнь юной Аустры прервалась в ночь на 5 сентября 1932 года, когда она бросилась с дамбы AB в реку Даугаву в центре Риги.
Похоронена в Риге на Лесном кладбище.
В том же 1932 году вышло первое собрание 139 стихотворений Аустры Скуини в одной книге.
Многие композиторы, в их числе и Раймонд Паулс, пишут музыку на её стихи. В театрах по её творчеству ставятся литературные композиции.